# Erna Solberg
Erna Solberg (født 24. februar 1961 i Bergen) er en norsk politiker, der var Norges statsminister fra 2013 til 2021. Hun har siden 2004 været leder for partiet Høyre og været medlem af Stortinget valgt i Hordaland siden 1989. Solberg var kommunal- og regionalminister i Regeringen Bondevik II fra 2001 til 2005.
Hun er uddannet cand.mag. i sociologi, statskundskab, statistik og nationaløkonomi ved Universitetet i Bergen fra 1986.
Hendes politiske karriere begyndte som medlem af kommunalbestyrelsen i Bergen 1979-1983 og igen 1987-1989; i sidste periode som medlem af byens regering. Hun var desuden formand for de lokale afdelinger af Unge Høyre og Høyre. Fra 1994 til 1998 var hun formand for Høyres Kvinneforum. Hun blev valgt til Stortinget for Hordaland i 1989 og er siden genvalgt. Hun var kommune- og regionalminister i Kjell Magne Bondeviks sidste regering fra 2001 til 2005.
I 2005 blev hun udnævnt til kommandør af St. Olavs Orden.
Hun er gift med Sindre Finnes, som er fagchef i organisationen, Norsk Industri. I september 2023 blev hendes mand beskyldt for at have foretaget lyssky aktiehandler, mens Solberg var statsminister.